# Croomia saitoana
Croomia saitoana är en enhjärtbladig växtart som beskrevs av Yuichi Kadota. Croomia saitoana ingår i släktet Croomia och familjen Stemonaceae. Inga underarter finns listade.